# شلدون (کارولینای جنوبی)
شلدون (به انگلیسی: Sheldon) یک منطقهٔ مسکونی در ایالات متحده آمریکا است که در شهرستان بوفورت، کارولینای جنوبی واقع شده‌است. شلدون ۵٬۲۰۱ نفر جمعیت دارد و ۵ متر بالاتر از سطح دریا واقع شده‌است.